# 法尔西耶讷
法尔西耶讷（法語：Farciennes，法語發音：[faʁsjɛn]）是比利时瓦隆大区埃諾省沙勒罗瓦区的一个市镇，通行法语，是比利时法语社群的一部分，人口11,247人（2018年1月1日）。